# Педретти, Карло
Карло Педретти (итал. Carlo Pedretti; 6 января 1928, Казалеккьо-ди-Рено, Болонья, Эмилия-Романья, Италия — 5 января 2018, Лампореккьо, Пистоя, Тоскана, Италия) — итальянский искусствовед, специалист по истории итальянского искусства, автор многих книг и статей, посвящённых жизни и творчеству Леонардо да Винчи.

## Биография
Карло Педретти родился 6 января 1928 года в Казалеккьо-ди-Рено (провинция Болонья, регион Эмилия-Романья). Жизнью и творчеством Леонардо да Винчи Карло интересовался с детства. В возрасте 13 лет, подражая Леонардо, он научился писать левой рукой и читать зеркально отражённый текст. Первые публикации Карло Педретти о Леонардо да Винчи датированы 1944 годом, когда ему было 16 лет. В начале 1952 года миланская газета Corriere della Sera сопроводила свой материал о Педретти заголовком «В возрасте 23 лет он знает всё о Леонардо».
С 1960 года Карло Педретти работал в Калифорнийском университете в Лос-Анджелесе в должности профессора, его специализацией была история искусства Италии. Помимо преподавания, он руководил центром Арманда Хаммера по изучению наследия Леонардо да Винчи. С 1993 года Педретти был профессором-эмеритом.
В течение многих десятилетий Карло Педретти считался ведущим специалистом по творчеству Леонардо да Винчи. Он является автором более 50 книг и 700 статей и заметок, опубликованных на разных языках. В 1980-х годах известный историк искусства Кеннет Кларк писал о Педретти, что «он, несомненно, является величайшим знатоком Леонардо нашего времени» (англ. he is unquestionably the greatest Leonardo scholar of our time).
В 1985 году Педретти подтвердил подлинность восковой фигуры «Лошадь и всадник», которая, возможно, была моделью для памятника Шарлю д’Амбуазу — французскому губернатору Милана в 1503—1511 годах и покровителю Леонардо. В то же время Педретти выражал сомнения в принадлежности кисти Леонардо картины «Спаситель мира», которая в ноябре 2017 года была продана на аукционе Christie's за рекордно высокую цену — 400 миллионов долларов США.
В 1971 году заслуги Педретти были отмечены в Италии золотой медалью «За вклад в развитие культуры и искусства», а в 1972 году его вклад был удостоен цитирования Конгресса США. Также был награждён орденом «За заслуги перед Итальянской Республикой»: степени кавалера (1972), степени офицера (2010). Ему были присуждены почётные степени Феррарского университета (1991), Урбинского университета (1998), Католического университета Милана (1999), а также университета Кан-Нормандия (2002). Он был почётным членом Академии Euteleti в Сан-Миниато, Рафаэлевской академии в Урбино, а также Национальной академии наук, литературы и искусства в Модене. В 2001 году Педретти было присвоено звание почётного гражданина Ареццо, а в 2008 году — почётного гражданина Винчи — города, где родился Леонардо. Впоследствии он также стал почётным гражданином итальянского города Флоренция (2010), французской коммуны Роморантен (2010), а также итальянских коммун Лампореккьо (2011) и Пеннабилли (2015).
С 2013 года Карло Педретти жил на вилле в Лампореккьо (провинция Пистоя, регион Тоскана). Там же он и скончался 5 января 2018 года, не дожив одного дня до своего 90-летия.

## Сочинения Карло Педретти
- Leonardo da Vinci: fragments at Windsor Castle from the Codex Atlanticus. Phaidon Press, London, 1957
- Leonardo da Vinci on Painting. University of California Press, Berkeley, 1964
- Leonardo Inedito. Tre Saggi. Giunti Editore, Firenza, 1968
- The Drawings of Leonardo da Vinci in the Collection of Her Majecty the Queen at Windsor Castle. 3 volumes, Phaidon Press, London, 1968—1969
- Leonardo: a study in chronology and style. University of California Press, Berkeley, 1973
- The Literary Works of Leonardo da Vinci: A Commentary to Jean Paul Richter's Edition. 2 volumes, Berkeley, 1977
- Leonardo, architect. Rizzoli, New York, 1981
- Leonardo da Vinci, Il Codice Arundel 263 nella British Library, Giunti Editore, Firenza, 1998
- Leonardo, art and science. Giunti Editore, Florence and Milan, 2000
- Леонардо. Детская литература, Москва, 1986